# Диспур
Диспу́р (ассам. দিসপুর) — город в северо-восточной Индии, столица штата Ассам.
Первые поселения на месте Диспура возникли во II тысячелетии до н. э. До середины XIX века Диспур был деревней, его рост начался после английской колонизации — в городе была открыта школа, созданы предприятия по переработке чая, риса, железа, нефти.
В 1973 году в Диспур из города Шиллонг была перенесена столица штата Ассам. Население города составляло тогда всего 1700 человек, сейчас (2012) в Диспуре живёт 10 812 человек. Диспур граничит с крупными городами Гувахати, Джатия, Камуп.
Выращиваются чай, рис, джут, сахарный тростник, хлопчатник, цитрусовые. Шелководство; лесная промышленность. Добыча нефти и угля. 68 % населения работают в сельском хозяйстве.